# Michelle Rhee
 (mars 2018).
Si vous disposez d'ouvrages ou d'articles de référence ou si vous connaissez des sites web de qualité traitant du thème abordé ici, merci de compléter l'article en donnant les références utiles à sa vérifiabilité et en les liant à la section « Notes et références ».
Michelle A. Rhee (coréen : 이양희), née le 25 décembre 1969 à Ann Arbor dans le Michigan, est une personnalité américaine, spécialiste de l'éducation, impliquée dans le système éducatif des États-Unis.
Elle est chancelière à Washington dans les écoles publiques du district de Columbia de 2007 à 2010. À la fin de 2010, elle fonde StudentsFirst, une association à but non lucratif qui travaille sur les questions de réforme de l'éducation.
Depuis 2011, elle est la compagne de l'ancien basketteur et homme politique Kevin Johnson.